# Leptocypris niloticus
Leptocypris niloticus är en fiskart som först beskrevs av Joannis, 1835.  Leptocypris niloticus ingår i släktet Leptocypris och familjen karpfiskar. IUCN kategoriserar arten globalt som livskraftig. Inga underarter finns listade i Catalogue of Life.